# Metropolitano de Salvador
O Metrô de Salvador é um sistema de transporte metroviário que opera nos municípios brasileiros de Salvador e Lauro de Freitas, estado da Bahia. A operação é de responsabilidade da concessionária CCR Metrô Bahia, sociedade de propósito específico formada entre o Governo do Estado da Bahia e Grupo CCR que foi o vencedor a licitação. A fiscalização do serviço é de competência da Companhia de Transportes do Estado da Bahia (CTB), empresa governamental estadual. A inauguração do sistema ocorreu em 11 de junho de 2014, em fase de testes.  Já a operação comercial iniciou-se em 2 de janeiro de 2016 com a cobrança da tarifa; esta ficou fixada no mesmo valor vigente no sistema de transporte por ônibus da capital baiana (STCO) naquela data, 3,60 reais e sendo realizados reajustes anuais de acordo com questões contratuais. Atualmente, o sistema já está com todas as suas estações do projeto-base da CCR concluídas, entre as estações Lapa e Águas Claras, da linha 1, ao longo de 13,5 quilômetros e dez estações e na Linha 2, entre as estações Acesso Norte e Aeroporto, ao longo de aproximadamente 19 km e 12 estações, além de um ônibus do tipo shuttle, que faz ligação direta entre a Estação Aeroporto e o Terminal de Passageiros Aeroportuário. O sistema funciona durante todos os dias das 5h à meia-noite. A integração tarifária com o STCO e ônibus metropolitanos permite trajetos do tipo ônibus–metrô, metrô–ônibus ou ônibus–metrô–ônibus.
Em junho de 2015, quando completou 1 ano de funcionamento, registrou-se a soma de seis milhões de passageiros transportados no sistema, com média diária de 42 mil passageiros no mesmo mês. Após a redução no fluxo de passageiros após o início da cobrança da tarifa no início de 2016, o fluxo anterior foi recuperado em agosto devido à participação de 241 linhas de ônibus adicionadas à integração tarifária; assim, a média diária em 45 mil passageiros foi registrada em agosto de 2016. Registra uma média de 350 mil pax/dia, conforme dados referentes a novembro de 2018. E dentre 198 sistemas no mundo, em 13 de novembro de 2015, o metrô possuía a 170.ª maior rede metroviária em quilômetros, a frente de sistemas de cidades como Gênova, Valência, Detroit e Haifa. Ao fim do ano de sua inauguração, 2014, o sistema baiano foi o quarto mais novo do mundo e estreou junto a outros seis sistemas também abertos naquele ano: o sistema panamenho da Cidade do Panamá (abril), os chineses de Changsha (abril), Liampó (maio) e Wuxi (julho), o espanhol de Málaga (julho) e o iraniano de Xiraz (outubro). Em termos de tamanho, era frequentemente referido como menor do país pelo projeto inicial dos 12 quilômetros, situação agravada com o longo atraso nas obras; porém, depois da nova licitação, tornou-se em 2018 a quarta mais extensa malha viária dentre os metropolitanos em operação no país, atrás apenas das redes recifense, carioca e paulistana. Também em âmbito nacional, foi um dos poucos sistemas que fez crescer a rede brasileira de transporte de passageiros sobre trilhos em 2014, quando a expansão nacional foi de 30 quilômetros, e 2015, quando foi de 10,4 quilômetros, apesar dos vários projetos existentes.
A construção do metrô se processa numa expansão dividida em seis etapas que integrará o centro tradicional da cidade até Pirajá (mais tarde, até o bairro de Águas Claras, nas proximidades de Cajazeiras), e até o município vizinho de Lauro de Freitas através da Linha 1 e Linha 2 respectivamente, somando 41,8 quilômetros de extensão (17,6 da Linha 1 e 24,2 da Linha 2) e 23 estações. Como parte dos esforços de implantar transporte integrado na Grande Salvador, o metrô assume o papel de sistema troncal estruturante, enquanto os demais devem ser complementares e alimentadores. Sendo assim, conforme exigência de integração posta no edital da licitação metroviária de 2013, planeja-se a articulação do metrô com demais modais relacionados: o Trem do Subúrbio, que funciona atualmente com 13,5 quilômetros de extensão e 10 estações e deve ser substituído pelo veículo leve sobre trilhos (VLT), com a Linha Azul e Linha Vermelha, que são vias transversais alimentadoras em implantação a serem percorridas por sistema de trânsito rápido de ônibus (BRT), com as linhas de ônibus convencionais municipais soteropolitanos, com as linhas de ônibus municipais laurofreitenses e com as metropolitanas.

## História

### Antecedentes

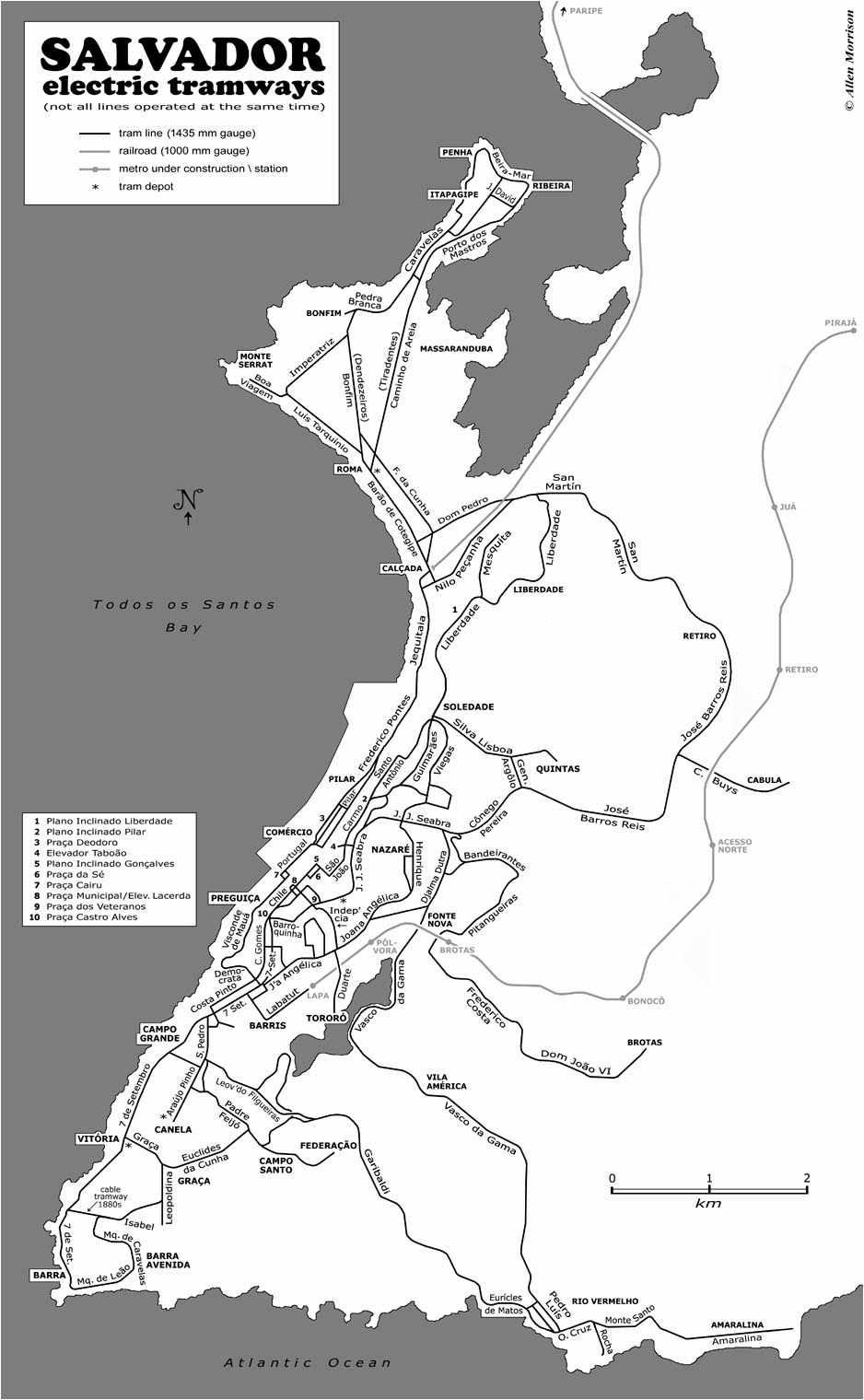
Mapa anacrônico das linhas de bonde extintas, de parte da linha Calçada-Paripe e da etapa 1 do projeto do metrô.

Linhas ferroviárias existem na cidade desde a inauguração da Estrada de Ferro da Bahia ao São Francisco em 28 de junho de 1860. Todavia, a idealização de um metropolitano aconteceu em 1985, na gestão do prefeito Mário Kertész. Congestionamentos decorrentes do transporte concentrado no modal rodoviário verificado na capital baiana demonstravam a necessidade de reorganização do sistema de transportes. Por isso, os governo estadual e municipal envolveram o Banco Mundial em 1992 no planejamento de uma estratégia de transporte para o município, da qual o projeto metroviário fez parte. Paralelo a isso, o Governo Federal lançou o Programa de Descentralização de Trens Metropolitanos, com o qual buscou transferir sistemas ferroviários da Companhia Brasileira de Trens Urbanos (CBTU) para os governos municipais ou estaduais. Nesse sentido, a Prefeitura de Salvador criou a Companhia de Transportes de Salvador (CTS) em 2000, empresa estatal para a administração do Trem do Subúrbio, cuja transferência da CBTU para a CTS foi concluída em 2005, e para a gestão do projeto de implementação do metrô.

### Primeira licitação e os atrasos
Os trabalhos do projeto do Metrô de Salvador iniciaram em 1997 com as negociações feitas com o Banco Internacional para Reconstrução e Desenvolvimento (BIRD), instituição do Banco Mundial, a fim do seu financiamento. Em 1999 foi aprovado o empréstimo de 150 milhões de dólares estadunidenses com a União, por meio da CBTU, como mutuária. Como contrapartida do empréstimo, coube à União aportar 40 milhões de dólares estadunidenses e o Estado da Bahia, 68 milhões de dólares estadunidenses, além de estimativa inicial de 50 milhões de dólares estadunidenses vindos da iniciativa privada. O investimento total estimado foi em torno de 308 milhões de dólares estadunidenses.
A Pesquisa Domiciliar Origem-Destino foi atualizada em 1998 e verificou-se que nesse ano foram 2,9 milhões de viagens motorizadas por dia, correspondendo a um índice de 1,25 viagens por habitante, além da predominância de deslocamentos feitos por ônibus (72%), frente ao transporte individual (28%) e ao ferroviário (menos de 1%). A pesquisa ainda apontou para um traçado metroviário, uma vez que o transporte coletivo se dava de forma mais expressiva entre o miolo de Salvador e a área urbana consolidada (AUC), a qual agrega o centro da cidade, a Federação, Brotas, a Barra, entre outros bairros, que juntos concentravam, na hora-pico, 65% dos fluxos totais de passageiros e 64% dos empregos da cidade, no ano da pesquisa. Dessa forma, foi priorizado o traçado Lapa-Pirajá-Pau da Lima, conectando as duas áreas citadas na pesquisa. No entanto, a perspectiva de crescimento de outros polos no município (na área do Caminho das Árvores e orla atlântica) motivaram a projeção duma segunda linha metroviária com o traçado Água de Meninos-Rodoviária-Imbuí-Mussurunga e a extensão da primeira até Cajazeiras.

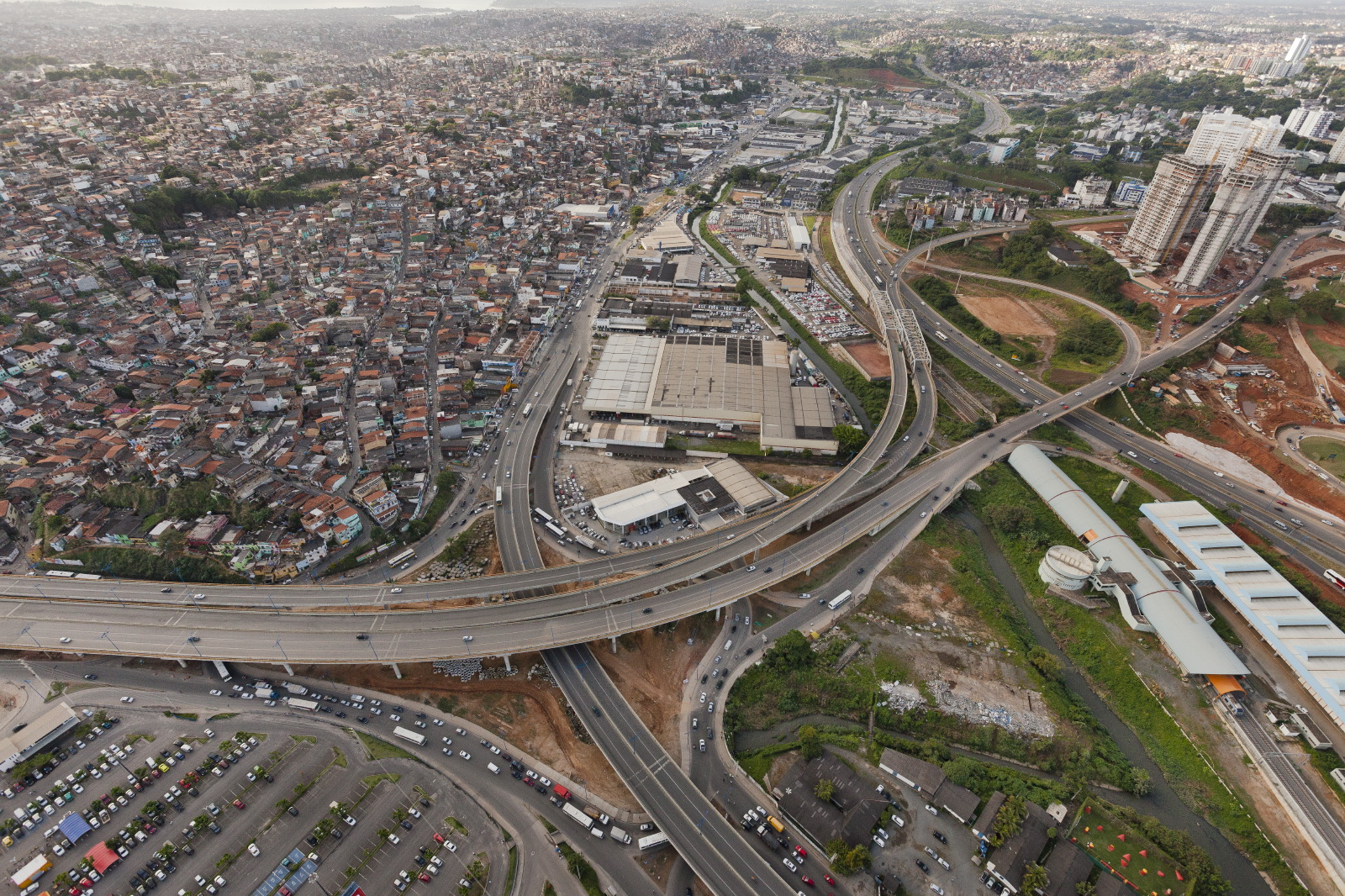
Vista aérea da Rótula do Abacaxi, na qual a Estação Acesso Norte é reconhecida pelos tetos azuis à direita e é a área de encontro entre as duas linhas do modal.

A Prefeitura elaborou duas linhas metroviárias com interligação aos trens urbanos na Estação Calçada. O projeto era constituído por quatro etapas. A primeira foi o trecho licitado entre Lapa e Pirajá, na linha 1. A segunda concluiria a linha 1, com as estações de Pau da Lima e de Cajazeiras, e iniciaria a linha 2 na Calçada, passando pelas estações Água de Meninos, Dois Leões, Acesso Norte (estação de integração entre as linhas metroviárias) e Rodoviária. A terceira etapa estenderia a linha 2 da Rodoviária a mais uma estação, Imbuí. Por fim, a última etapa prolonga a linha 2 com as estações do CAB e de Mussurunga.
Com o financiamento garantido e alguns estudos realizados, o processo licitatório foi dividido em dois, um para a operação e outro para a construção. Tal modelo licitatório foi um marco na América Latina no tocante às concessões de serviços de transporte ferroviário urbano. Se nos casos dos metrôs de Buenos Aires e do Rio de Janeiro e dos trens metropolitanos fluminenses, licitou-se equipamentos existentes; por outro lado, o caso soteropolitano foi do tipo greenfield project ("terra virgem"), em que o projeto partia do zero (sem demolições ou remodelamentos). O projeto do metrô soteropolitano foi tipo pelo BIRD como "laboratório" para financiamentos seguintes e serviu de referência a outros projetos brasileiros da época.
Sobre a operação, a licitação começou com a pré-qualificação de interessados, cujo edital foi publicado em 31 de maio de 1999. O edital exigiu a participação de fabricante ferroviário com participação societária mínima de 20% e contratação de operador com experiência mínima de 200 mil passageiros por dia. Bombardier, ADtranz, Construcciones y Auxiliar de Ferrocarriles (CAF), Siemens, Mitsui/Hitachi, Alstom e Ansald se apresentaram e todos foram considerados pré-qualificados. Entretanto, em 16 de outubro de 2000, apenas dois apresentaram propostas para a concessão: Consórcio Metrobahia (constituído pela Alstom Transport S/A, Alstom Transporte Ltda e Mitsubishi) e o consórcio formado entre a CAF, Inversiones en Concesiones Ferroviarias (ICF) e Dimetronic. Este último foi o que apresentou a melhor proposta e o resultado foi homologado em 10 de janeiro de 2001. Assim, o consórcio CAF/ICF/Dimetronic ganhou o direito de explorar comercialmente pelo prazo de 25 anos, a partir da data de assinatura do contrato, o trecho Lapa-Pirajá do metrô (chamada de etapa 1) com a responsabilidade de adquirir e instalar equipamentos necessários para a operação, ou seja, material rodante e sua manutenção, sistemas de telecomunicação, sinalização, controle, energia, auxiliares, bilhetagem, e equipamentos para o centro de controle operacional, exaustão, ventilação, e oficina de manutenção, além de construir o prolongamento até Pau da Lima (2,9 quilômetros) e operá-lo.

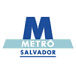
Primeiro logo do metrô

As obras de construção do sistema, que couberam ao poder público concedente segundo o edital da outra licitação, também foram licitadas. Ainda em 1999, o então prefeito de Salvador Antônio Imbassahy abriu concorrência pública em regime turn-key (chave na mão, em tradução livre) para a construção do metrô para a execução da etapa 1. Ela foi vencida pelo consórcio Metrô de Salvador S.A. (Metrosal), formado pelas empresas Andrade Gutierrez, Camargo Correa e Siemens. A ordem de serviço das obras civis foi assinada em dezembro de 1999. Previa-se a conclusão dos 11,9 quilômetros e das oito estações (Lapa, Campo da Pólvora, Bonocô, Brotas, Acesso Norte, Retiro, Juá e Pirajá) até 2003. A construção de fato só foi iniciada em abril de 2000 e depois de muitas paralisações nas obras a conclusão foi prorrogada para dezembro de 2008, um dos vários prazos previstos e não concretizados. As estações de metrô Lapa, Campo da Pólvora, Brotas e Acesso Norte foram apresentadas em 2008, como também a  e a de transbordo do Acesso Norte e a via desde a Lapa até a Jaqueira do Carneiro, na BR-324.

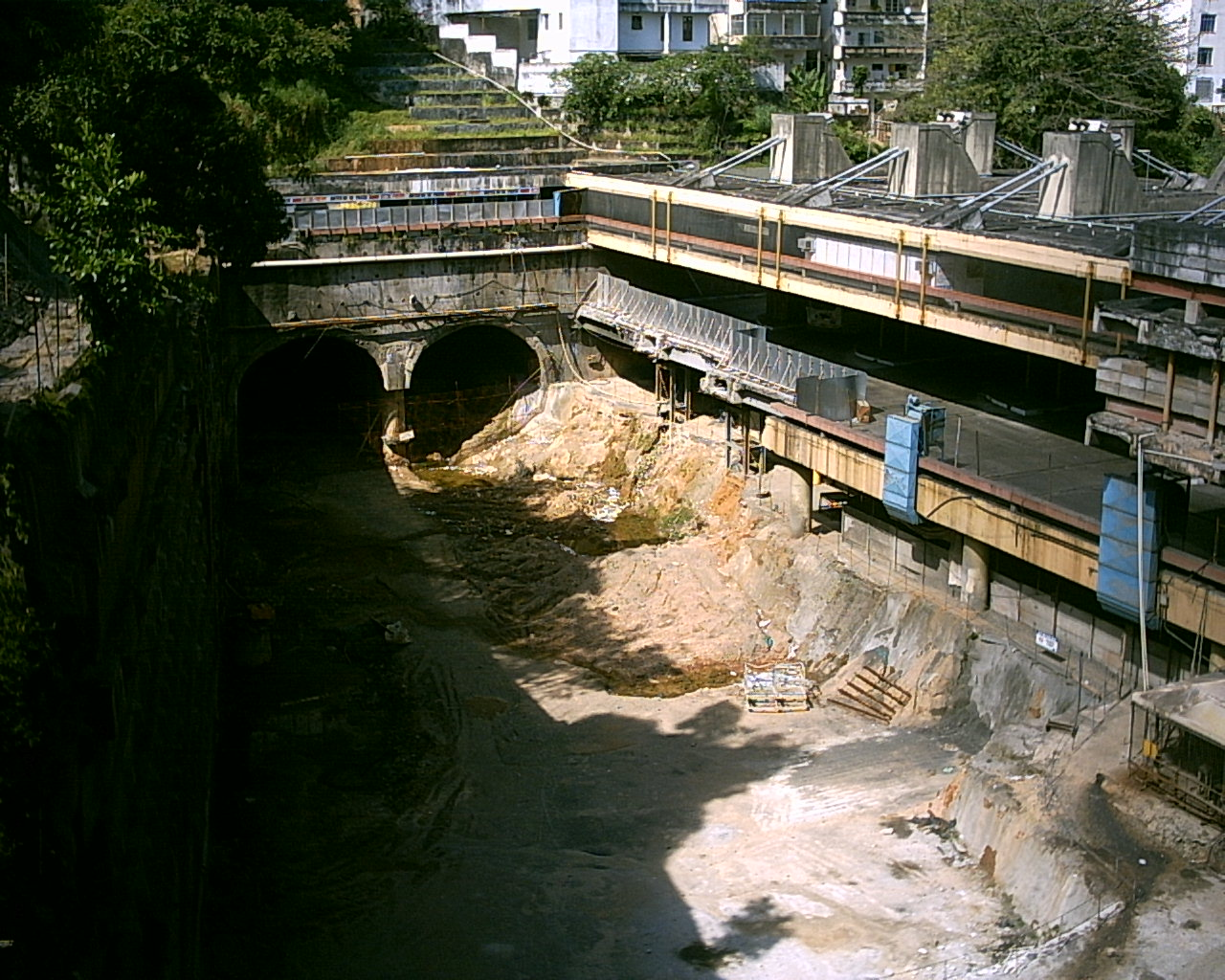
Obras da estação subterrânea ao Terminal da Lapa.

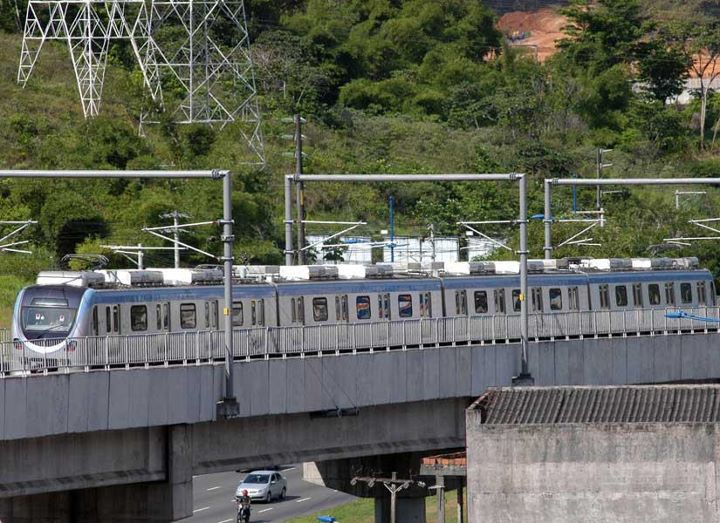
Comboio da frota inicial com a máscara antiga circulando pela via

Tanto o projeto quanto a execução do metrô receberam alterações. Notoriamente, os cortes de verbas vindo dos governos estadual e federal reduziram o tamanho do trajeto. A Câmara Municipal de Salvador aprovou o Plano Diretor de Desenvolvimento Urbano (PDDU) estabelecido pela lei nº 7400 de 2008 com certas alterações. Acerca do metrô, foram mantidas as mesmas duas linhas e a integração direta entre os dois sistemas ferroviários urbanos soteropolitanos, só que foi suprimida a estação CAB e adicionadas as estações Pinto de Aguiar e Flamboyants na linha 2 e mudado traçado desta em seu extremo oeste para o sul acrescentando, após a Dois Leões, a estação dos Fuzileiros, ponto de conexão com o sistema do Subúrbio que será substituído pelo veículo leve sobre trilhos. Além disso, foram apontados vetores para expansão do sistema metroviário ao sul da cidade e rumo à vizinhança metropolitana.
Em 2008, ainda na gestão de João Henrique Carneiro, foi lançado projeto alternativo a ser implantado no canteiro central da Avenida Paralela. Promovido pelo Sindicato das Empresas de Transporte de Passageiros de Salvador (SETPS) e Odebrecht (atual Novonor), o projeto previa a implantação de corredores de ônibus do tipo bus rapid transit (BRT, "trânsito de ônibus rápido", em tradução livre). Investimentos para o BRT foram reservados no Programa de Aceleração do Crescimento (PAC) e incluído na Matriz de Responsabilidades da Copa em 13 de janeiro de 2010.
A frota foi adquirida pelo governo estadual em meio aos atrasos da obra. O pátio de manobras, local que poderia abrigar os trens, não estava concluído. Da frota de seis trens (comboios) e 24 vagões, metade chegou à capital em novembro de 2008 e a outra em janeiro de 2009 pelo Porto de Salvador. Por isso, os trens foram levados para galpões do Porto Seco Pirajá (Estação Aduaneira do Interior - Eadi/Salvador) alugados pela Prefeitura sob o custo de R$ 80.000,00 (oitenta mil reais) por mês. Foram quase dois anos lá guardados e, sem serem usados, começaram a apresentar sinais de degaste do tempo. Somente em agosto de 2010, os comboios foram transferidos para os trilhos metroviários. À época, foram previstos testes das composições em movimento depois de seis meses de manutenção, para que no primeiro semestre de 2011, o metrô fosse entregue à população.

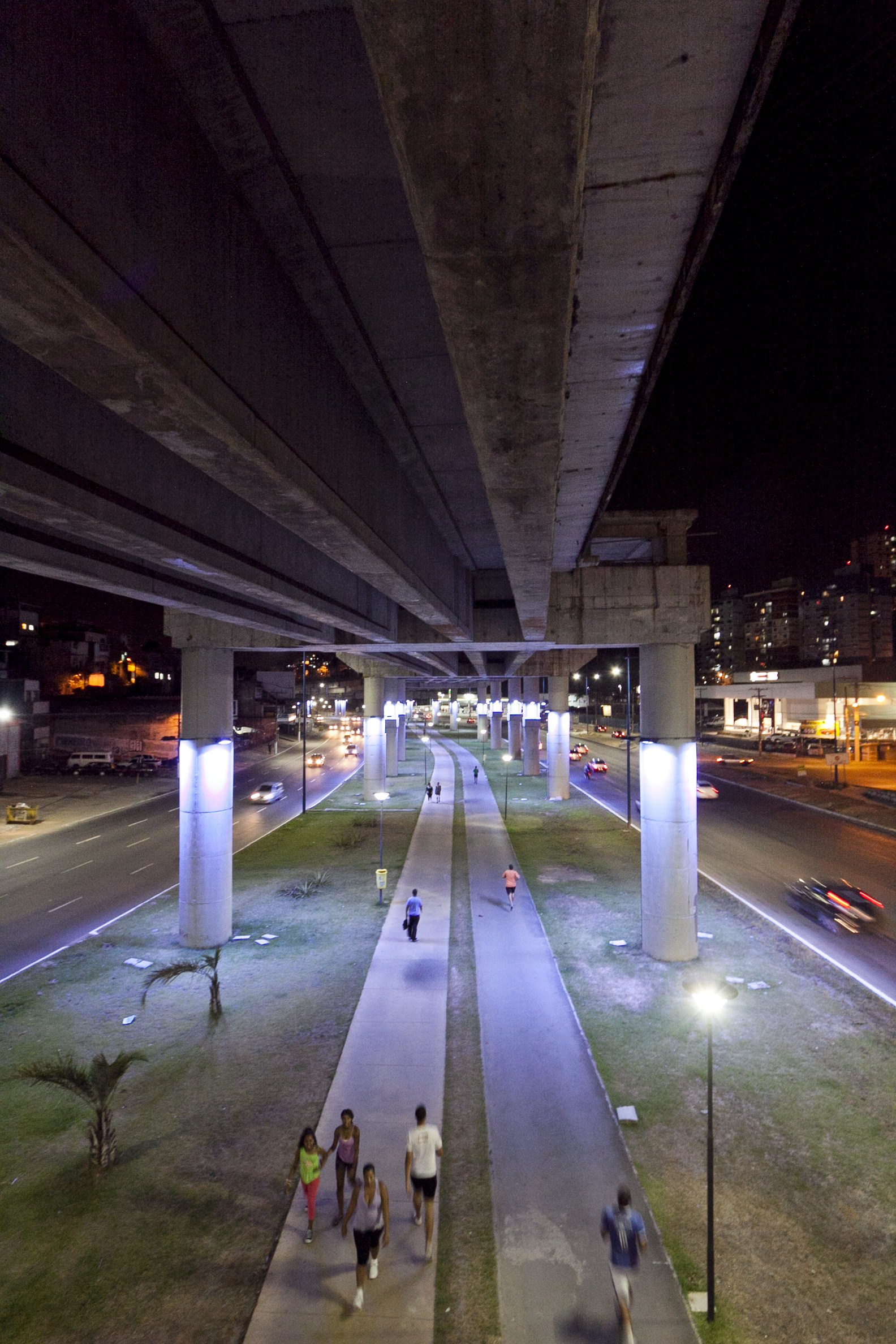
Pista de caminhada sob a linha 1, no canteiro central da Avenida Bonocô.

Em 2011, o metrô passou a gerar mais polêmicas em torno de seu atraso. Em 20 de julho houve protestos no bairro popular de Cajazeiras, cobrando uma solução da Prefeitura para o prazo planejado.
No dia 11 de agosto, vários cidadãos "comemoraram" o aniversário de 12 anos de atraso do projeto do metrô de Salvador com bolo típico de festa de aniversário, em forma de ironia no canteiro central da Avenida Bonocô. Tal protesto começou através da rede social Facebook e mostrou a indignação do povo soteropolitano com tamanha demora e os custos elevados nos 12 anos desde que fora lançado o projeto da construção. Neste mesmo dia, o governo estadual homologou a construção da Linha 2 do metrô, ligando a Estação Acesso Norte ao Município de Lauro de Freitas, na Região Metropolitana, trecho de 22 quilômetros após deliberação do Grupo de Trabalho Executivo, que analisou o Procedimento de Manifestação de Interesse (PMI) da Mobilidade Urbana de Salvador e Lauro de Freitas. Assim descartou-se o BRT na Paralela e o restringiu à alimentação do metrô pelas vias transversais e finalmente foi retirado da matriz da Copa na revisão realizada em novembro de 2013.
Também em 2011, foi anunciada a gratuidade do metrô em sua fase inicial (de testes) para a adaptação da população ao novo sistema de mobilidade urbana (trecho que vai da Estação Lapa até a Estação Retiro em junho de 2014, sendo a operação comercial em setembro do mesmo ano). Ao fim do ano, os testes finais eram prometidos para dezembro e para o início de 2012, o funcionamento inicialmente gratuito (regime de tarifa assistida) a ser custeado pela União.

#### Investigações sobre o consórcio Metrosal
O Tribunal de Contas da União (TCU), pela demora na conclusão das obras e crescente aumento dos gastos públicos, iniciou investigação sobre a construção do sistema metroviário executado pelo consórcio Metrosal. Este construiu pouco mais de seis quilômetros com o gasto total de 1 bilhão de reais. Por isso, o consórcio é acusado de superfaturamento e de entregar a obra pela metade e com falhas na estrutura, como infiltrações.

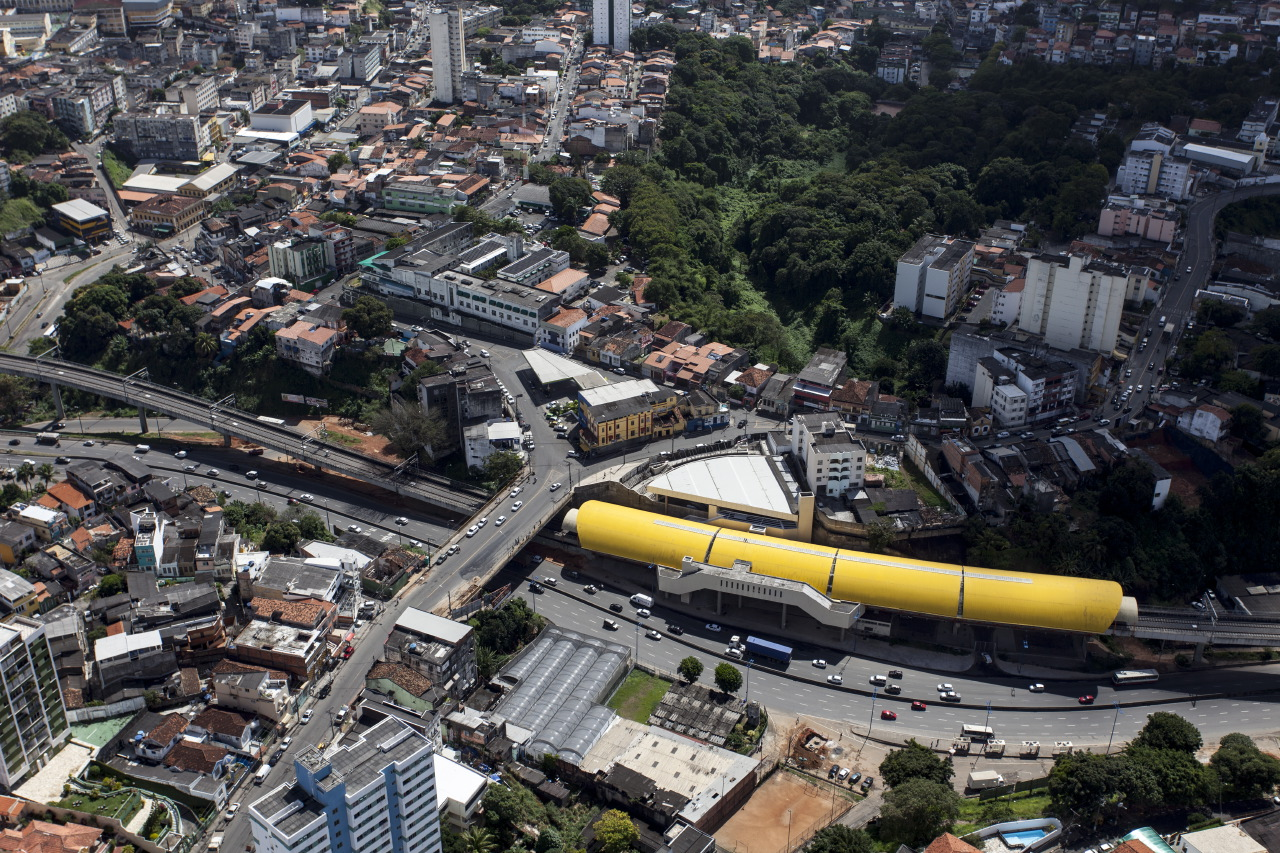
Visão aérea da Estação Brotas (teto amarelo), construída pelo Consórcio Metrosal, na Linha 1, na Avenida Bonocô.

Segundo o Tribunal de Contas da União, há indícios de superfaturamento de mais de 160 milhões de reais desde o início da obra, valor que, corrigido, chegaria a 400 milhões de reais 13 anos depois de iniciado. O Metrosal negou superfaturamento e diz que não houve irregularidades na licitação. O consórcio afirmou também que o projeto básico apresenta todos os itens da obra.
Outra investigação parte pelo Ministério Público Federal (MPF) sobre uma suposta desistência do real vencedor da licitação do metrô, feita em 1999. O então ganhador seria o consórcio Cigla, formado pelas empresas Soares da Costa e Impregilo, e não o Metrosal. O Cigla teria desistido do certame após integrantes do consórcio Metrosal terem oferecidos valores milionários para a desistência da execução das obras do sistema metroviário. Além de que o Metrosal também teria feito – antes mesmo da disputa na licitação – um acordo de consórcio oculto com as empresas Queiroz Galvão, Alstom, OAS, Constran e Odebrecht (atual Novonor) para que, independente de quem ganhasse a licitação, houvesse participação de todas na execução das obras e de sua remuneração. Assim, com a classificação das propostas, o consórcio Metrosal, composto pela Camargo Corrêa, Andrade Gutierrez e Siemens, ficou em segundo lugar no processo de licitação, sendo que as demais empreiteiras "ocultamente consorciadas" obtiveram o 4º e 5º lugares.

### Transferência para o governo estadual e nova licitação

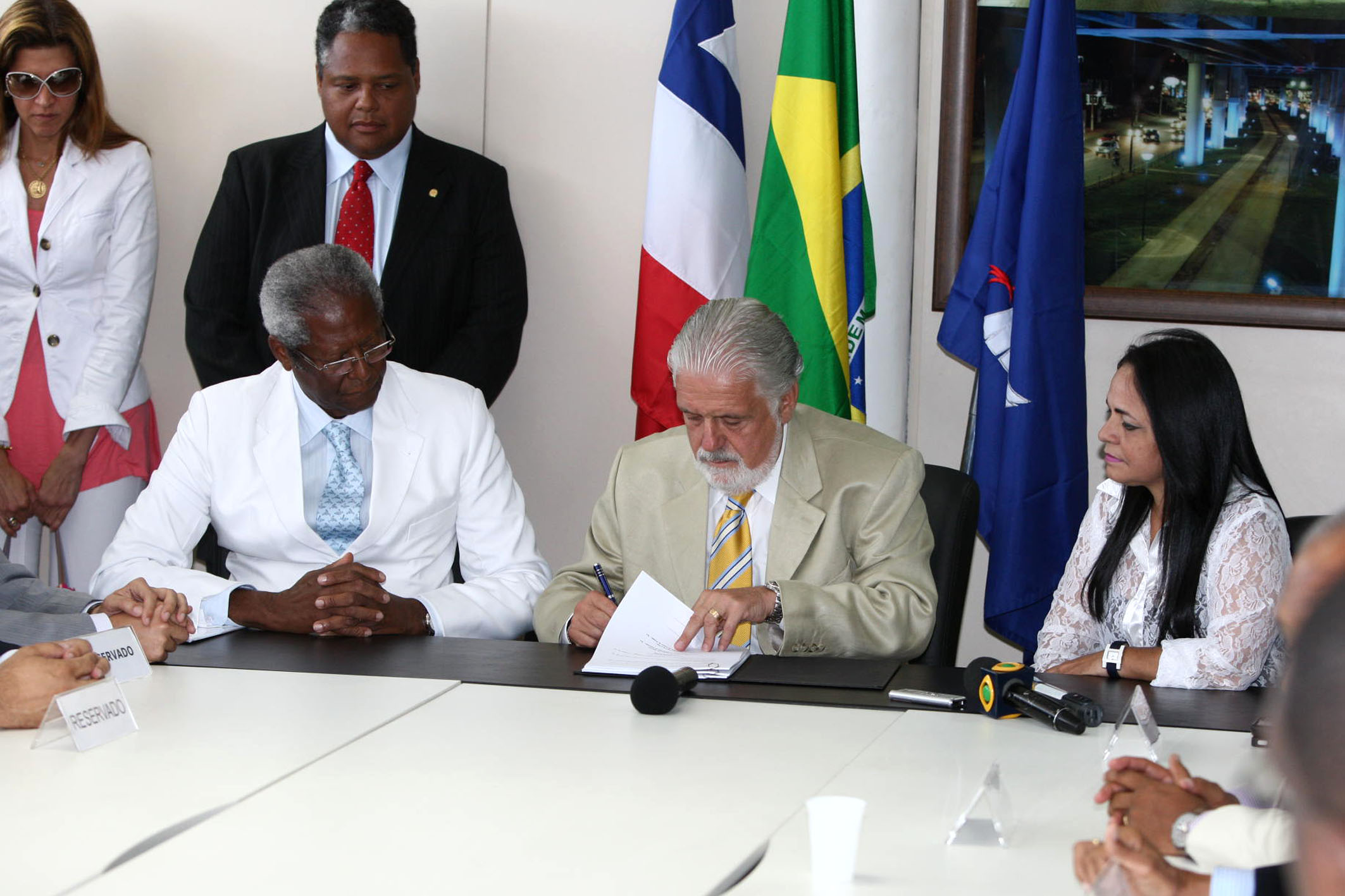
Cerimônia de assinatura do convênio entre a Prefeitura de Salvador, o Governo do Estado e a Prefeitura de Lauro de Freitas para implantação da segunda linha metroviária, em 2012

Após negociações entre os governos municipal e estadual para dar prosseguimento às obras, foi acertado o acordo de transferência da responsabilidade do transporte ferroviário metropolitano da Grande Salvador para o Governo do Estado. A então Companhia de Transportes de Salvador (CTS), empresa pública municipal responsável pelo metrô e o trem, foi transferida em abril de 2013 para o controle estadual. Além de agilizar, a intenção é também integrar os sistemas de mobilidade (trem, metrô e ônibus) para promover o transporte multimodal. O acordo fechado também abordou o valor da passagem, que ficou decidido em 3,10 reais, e, para a integração com ônibus, 3,90 reais - valores conforme as tarifas vigentes dos ônibus municipais soteropolitanos.
No dia 24 de abril de 2013, foi lançado o edital do sistema metroviário que esteve aberto para propostas até 19 de agosto (inicialmente o prazo era 15 de julho) com o anúncio do vencedor da licitação na B3 primeiramente previsto para 30 de julho. A licitação indicou a parceria público-privada com o modelo de concessão patrocinada para vigorar por 30 anos, sendo três anos para construção e o resto para a operação, a e o critério do menor preço oferecido. O edital determina aproximadamente 42 quilômetros de metrô e 20 estações (sem contar o prolongamento em direção a Cajazeiras), incluindo 11 terminais intermodais destinadas à integração e alimentação do transporte metroviário.
Realizada em 19 de agosto, quando era estudado por ao menos quatro consórcios, entretanto, a entrega das propostas foi feita por apenas uma empresa: a Companhia de Participações em Concessões (CPC), do Grupo CCR, cuja proposta trazia deságio de 5,05% sobre o preço máximo estabelecido. Sendo assim, a empresa foi declarada vencedora da licitação para a conclusão das obras (finalização dos seis quilômetros restantes mais a extensão desse para outros cinco quilômetros da Linha 1 e implementação da Linha 2, fora os investimentos em equipamentos, sistemas e material rodante, adequação, reforma, manutenção e operação dos terminais de integração de passageiros e das estações do metrô). Além disso, o contrato de concessão do sistema de metrô de Salvador previa que a empresa arcasse com os custos de reparos pelo tempo em que os trens e o trecho inicial de seis quilômetros permaneceu parado.
O edital estabeleceu o custo total para o término das obras foi contabilizado na ordem de 3,9 bilhões de reais, oriundos do governo federal (por meio do Programa de Aceleração de Crescimento 2), estadual e da concessionária que venceu a licitação. Em outubro, a Companhia de Transportes de Salvador foi renomeada para Companhia de Transportes do Estado da Bahia (CTB). Também foram estabelecidos prazos e etapas para o andamento das obras a serem contados a partir da assinatura, com a expectativa de que o metrô fique pronto completamente até o início de 2017. A assinatura do contrato em 15 de outubro de 2013 fixou os prazos de cada uma das seis etapas da obra, as quais estão descritas na tabela abaixo.
| Trecho  | Trecho                           | Determinação do contrato                                                                                                 | Esquema das etapas | Esquema das etapas                                                        |
| ------- | -------------------------------- | --- | ------------------ | ------------------------------------------------------------------------- |
| Linha 1 | Lapa ↔ Acesso Norte              | Operação assistida (teste) até junho de 2014 e operação comercial (completa) até setembro de 2014.                       |                    | Linhas do Metrô com futuras extensões; cada etapa numa coloração distinta |
| Linha 1 | Pirajá ↔ Águas Claras/Cajazeiras | Apresentação de projeto de extensão até abril de 2014 (180 dias).                                                        |                    | Linhas do Metrô com futuras extensões; cada etapa numa coloração distinta |
| Linha 1 | Acesso Norte ↔ Retiro            | Construção e operação até julho de 2014.                                                                                 |                    | Linhas do Metrô com futuras extensões; cada etapa numa coloração distinta |
| Linha 1 | Retiro ↔ Pirajá                  | Construção e operação até janeiro de 2015.                                                                               |                    | Linhas do Metrô com futuras extensões; cada etapa numa coloração distinta |
| Linha 2 | Bonocô ↔ Detran                  | Construção e operação até outubro de 2016.                                                                               |                    | Linhas do Metrô com futuras extensões; cada etapa numa coloração distinta |
| Linha 2 | Detran ↔ Pituaçu                 | Construção e operação até maio de 2017.                                                                                  |                    | Linhas do Metrô com futuras extensões; cada etapa numa coloração distinta |
| Linha 2 | Pituaçu ↔ Mussurunga             | Construção e operação até setembro de 2017.                                                                              |                    | Linhas do Metrô com futuras extensões; cada etapa numa coloração distinta |
| Linha 2 | Mussurunga ↔ Aeroporto           | Construção e operação até novembro de 2017.                                                                              |                    | Linhas do Metrô com futuras extensões; cada etapa numa coloração distinta |
| Linha 2 | Aeroporto ↔ Lauro de Feitas      | Apresentação de projeto de extensão em até 180 dias, após ocorrer a média de 6 000 passageiros/hora-pico em um semestre. |                    | Linhas do Metrô com futuras extensões; cada etapa numa coloração distinta |

### Gestão da CCR Metrô Bahia
A CCR Metrô Bahia (empresa criada especialmente para a construção e operação) assumiu a gestão do sistema logo após a assinatura do contrato, em 15 de outubro de 2013. Meses depois houve uma controvérsia sobre a contratação de funcionários. Em janeiro de 2014, o processo de seleção para operadores dos comboios foi alvo de nota de repúdio da seção baiana da Ordem dos Advogados do Brasil (OAB) aos critérios que estariam excluindo a possibilidade de contratação de mulheres. A concessionária, porém, negou a distinção de gênero para a admissão de funcionários, apontando o erro que constava no sítio eletrônico da Prefeitura de Salvador. As vagas abertas foram abertas a 38 profissionais, inclusive os operadores de trem. Embora tenha sido oferecido o curso de Eletricista de Manutenção Ferroviária em 2013 pelo Instituto Federal da Bahia (IFBA), houve somente 32 candidaturas.
Ainda em janeiro, foram iniciados os testes na rede elétrica de alta tensão para avaliação das condições e correção de possíveis defeitos. Em entrevista em março, o presidente da CCR Metrô Bahia, Harald Zwetkoff, afirmou que todos os seis trens que existem (comprados entre 2008 e 2009, mas que estavam parados) foram totalmente desmontados. Foram tiradas todas as rodas, rolamentos, motores. Depois, foi feito todo o trabalho de remontagem dos trens, de testes dos sistemas de freio de comunicação e de ar-condicionado.
Em preparação à operação, a CCR contratou a empresa francesa Egis para auxiliar o gerenciamento de sistemas e de integração, bem como a gestão da interface entre os subsistemas e de engenharia civil. Para o fornecimento de sinalização, foi contratada a Thales Group que fornece o sistema de controle de trens baseado em comunicação (CBTC, na sigla em inglês) SelTrac, cuja tecnologia permite uma operação completamente automatizada e sem a necessidade de um condutor, além de otimizar a capacidade e o tempo de viagem.
Conforme o edital, as estações de ônibus urbano de Salvador foram passadas pela Prefeitura soteropolitana à administração da CCR em abril. Esta é responsável pela reforma/recuperação desses equipamentos e pela conexão do metrô ao Sistema de Transporte Coletivo por Ônibus de Salvador (STCO). Os terminais são a Rodoviária Urbana (anexa ao terminal intermunicipal), Iguatemi, Acesso Norte, Mussurunga e Pirajá. Com exceção da Acesso Norte, todas as outras estações de transbordo estão em funcionamento.
Em maio, uma frente de trabalho das obras do metrô foi embargada pela Superintendência Regional de Trabalho e Emprego (SRTE). O motivo seria por causa de falhas na segurança do canteiro de obras. A CCR disse que a frente de trabalho foi interrompida por falta de um documento técnico sobre um equipamento de segurança. A CCR ainda afirmou que entregou o documento, e que tudo estaria normal desde então. A SRTE contestou a versão da CCR. "Uma parte dos problemas foi corrigida e liberada na última semana, o que repercutiu no retorno de cerca de 150 trabalhadores à função. Entretanto uma área permaneceu embargada até o fim da manhã desta sexta [do dia 23], quando foi liberada após vistoria". Ainda no mesmo mês, um operário morreu após sofrer um acidente nas obras. De acordo com a Central de Polícia, a vitima era coreana e teria morrido eletrocutada. O funcionário era um técnico especializado da empresa. Um outro operário que registrou o momento do acidente foi encaminhado para a 11ª Delegacia, no bairro de Tancredo Neves, para prestar depoimento. A assessoria da CCR, confirmou a morte do operário e disse que iria investigar as causas do acidente. Em nota divulgada na imprensa, a concessionária informou que o operário recebeu auxílio imediato por parte de socorristas da equipe antes da chegada do Serviço de Atendimento Móvel de Urgência (Samu), mas não resistiu. Os operários da obra chegaram a parar o trabalho, a fim de esclarecimentos pela morte.

#### Operação assistida do sistema
Em 10 de junho, um dia antes do início da operação do sistema, a obra ainda não possuía licença do órgão municipal Superintendência de Controle e Ordenamento do Uso do Solo (Sucom) para funcionar. Algumas estações da Linha 1 (Lapa, Campo da Pólvora, Brotas e Acesso Norte) não possuíam o termo de conclusão de obra chamado de 'Habite-se', alvará concedido pela autarquia, mas o projeto já tinha sido aprovado pela prefeitura porém a vistoria não foi feita por não ter sido solicitada pela concessionária CCR Metrô Bahia. Depois, a Sucom afirmou que "essas pendências não impediam o início da operação assistida e sua inauguração, mas assegurou que a CCR solicitasse todas as medidas necessárias para a conclusão definitiva dos processos de licenciamento, assegurando, assim, o funcionamento pleno do equipamento, com a outorga de todas as autorizações emitidas".

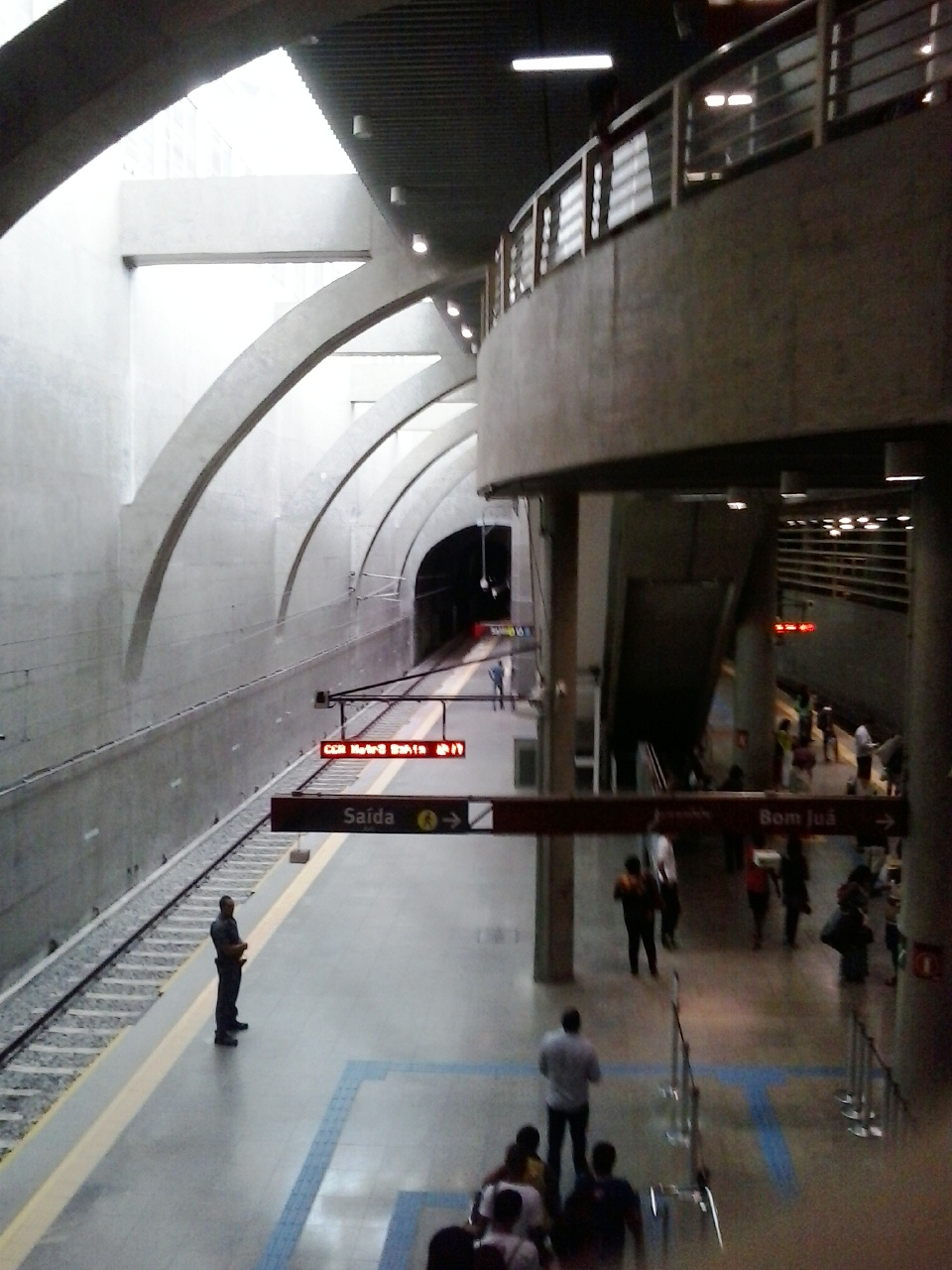
Área da plataforma central da Estação Lapa, em fins de novembro de 2015, perto do fim da operação assistida

Antecedente à fase comercial, a operação assistida é o funcionamento gratuito em horários variados restritos e com número reduzido de passageiros a fim de testar as condições do serviço. Ela foi primeiramente marcada para 13 de junho de 2014, uma sexta-feira de jogo do grupo B da Copa do Mundo de 2014 na cidade (entre Espanha e Holanda). Mais tarde, a data foi adiantada para o dia 11 de junho. O metrô fez o primeiro percurso aberto ao público às 13h20min do dia 11, uma quarta-feira, depois de receber autoridades em sua viagem inaugural, que contou a presença da presidente Dilma Rousseff, no entanto, o acesso ao metrô teve um atraso de mais de uma hora, já que o funcionamento estava previsto a partir das 12:00. Antes da abertura, uma fila se formava na Estação Lapa, o início das atividades no terminal. Já no dia 13, os torcedores puderam acessar o metrô.
Para supervisionar e avaliar as atividades da concessionária, em julho de 2014, a Secretaria de Desenvolvimento Urbano da Bahia (SEDUR) contratou a Trensurb para prestação de serviços de consultoria especializada em mobilidade urbana para o desenvolvimento e racionalização dos sistemas do metrô de Salvador. Dentre as funções contratadas, estão: analisar processos já implantados referentes a edificações, obras de arte viárias, via permanente, sistemas de energia e controle operacional; acompanhar os serviços sendo executados pelo consórcio responsável pelas obras e pela operação da Linha 1; avaliar a certificação da implantação – feita por outra empresa certificadora contratada – antes da entrega dos serviços e obras ao estado da Bahia e depois da permissão à operação; e realizar acompanhamento técnico da implantação da Linha 2. Nos termos ainda está previsto o desenvolvimento de um módulo de capacitação de profissionais que irão trabalhar no sistema metroviário baiano.
Em agosto, ocorreu outra morte no canteiro de obras do metrô, após um operário cair de um poste, segundo a CCR, enquanto era feita transferência da rede elétrica de um lado para o outro do terreno. Como consequência, no dia posterior à morte, os operários da construção do metrô aprovaram a greve em todos as frentes de obras por tempo indeterminado. Os trabalhadores entraram com denúncia no Ministério Público do Trabalho, cobram melhores condições de segurança e saúde e questões salariais, como o pagamento da participação nos lucros pelas empresas subcontratadas (as chamadas terceirizadas). A assessoria da CCR, por meio de nota, confirmou seu acompanhamento das negociações, às quais afirmou estar aberto o Consórcio Mobilidade Bahia, responsável pelas obras. Dias depois, os operários encerraram a greve. No mesmo mês, a CCR confirmou a ampliação do metrô em dias de jogos na Arena Fonte Nova e em eventos ou shows, já que o equipamento ainda estava em operação assistida com horário reduzido. Em 25 de agosto, a quinta estação foi inaugurada, a Estação Retiro, e foi confirmada a mudança da conexão entre as linhas, da Bonocô para a Acesso Norte, como constava originalmente em projeto do PMI.
Em meio às campanhas eleitorais de 2014, o metrô foi alvo de discordância política entre governador e prefeito da capital sobre a integração com os ônibus soteropolitanos, o que fez adiar indefinidamente a operação comercial que estava programada para 15 de setembro de 2014.
Em 4 de novembro, o metrô sofreu um descarrilamento do último vagão da composição em uma bifurcação após a estação do Retiro e perto do Acesso Norte. Havia cerca de 40 pessoas no vagão, mas ninguém ficou ferido com o acidente. A CCR divulgou nota afirmando que "na altura do trecho onde estão sendo feitas as obras de ligação entre a Linha 1 e Linha 2, passou por um problema técnico fazendo com que o do último carro da composição mudasse de via, interrompendo a operação do sistema nesse trecho."
As estações Bom Juá e Pirajá, pela programação do edital seriam inauguradas em janeiro de 2015, tiveram suas aberturas adiadas para março e junho de 2015, respectivamente. A alteração no cronograma foi atribuída ao tramo 3 da linha 1 (extensão de Águas Claras), que provocou inclusive a mudança da localização da Estação Pirajá. Ainda em janeiro, a licença para o começo as obras da segunda linha metroviária foi concedida por meio da Portaria nº 049/2015 da Superintendência de Trânsito do Salvador (Transalvador), divididas em cinco etapas para o período de 31 de janeiro a 31 de maio de 2015. Para autorização das obras, a ordem de serviço foi assinada na semana seguinte, já em fevereiro, em evento de inauguração dos bicicletários das estações Acesso Norte e Retiro. A data de inauguração da sexta estação, Bom Juá, foi anunciada para 9 de abril de 2015, fazendo com que atingisse-se quase dez quilômetros.
Na semana anterior à abertura de Bom Juá, obras do metrô no Calabetão provocaram o rompimento da adutora e comprometeu o abastecimento de água em Salvador. Inicialmente a BR-324, na altura da Jaqueira do Carneiro, foi alagada e interditada pela ViaBahia, logo um congestionamento se sucedeu nas avenidas próximas. O fornecimento foi afetado em 60% da cidade, uma vez que a tubulação atingida leva água da Estação de Tratamento Principal, em Candeias, até o Centro de Reservação do Cabula, o maior de Salvador. Diversas casas foram também alagadas, duas famílias foram ressarcidas pela CCR Metrô Bahia, e o governo estadual ordenou a ressarcimento dos danos materiais a todas as moradias atingidas pela concessionária do metrô. Após sete dias, 270 funcionários e cerca de 70 máquinas e caminhões reconstruíram 500 metros de uma nova tubulação para a adutora, que datava da década de 1980 e estava erroneamente a 11 metros de profundidade. 35% da população de Salvador ficou sem abastecimento de água desde o dia 1º de abril, embora a reconstrução tenha sido finalizada no dia 7 de abril, o restabelecimento completo do fornecimento da água é gradual e a regularização do fornecimento é previsto pela Embasa para o dia 9 de abril.
Em 23 de abril de 2015 foi inaugurada oficialmente a sexta estação, a Bom Juá, após vários adiamentos. Desse modo, o metrô atingiu a marca de nove quilômetros de extensão.

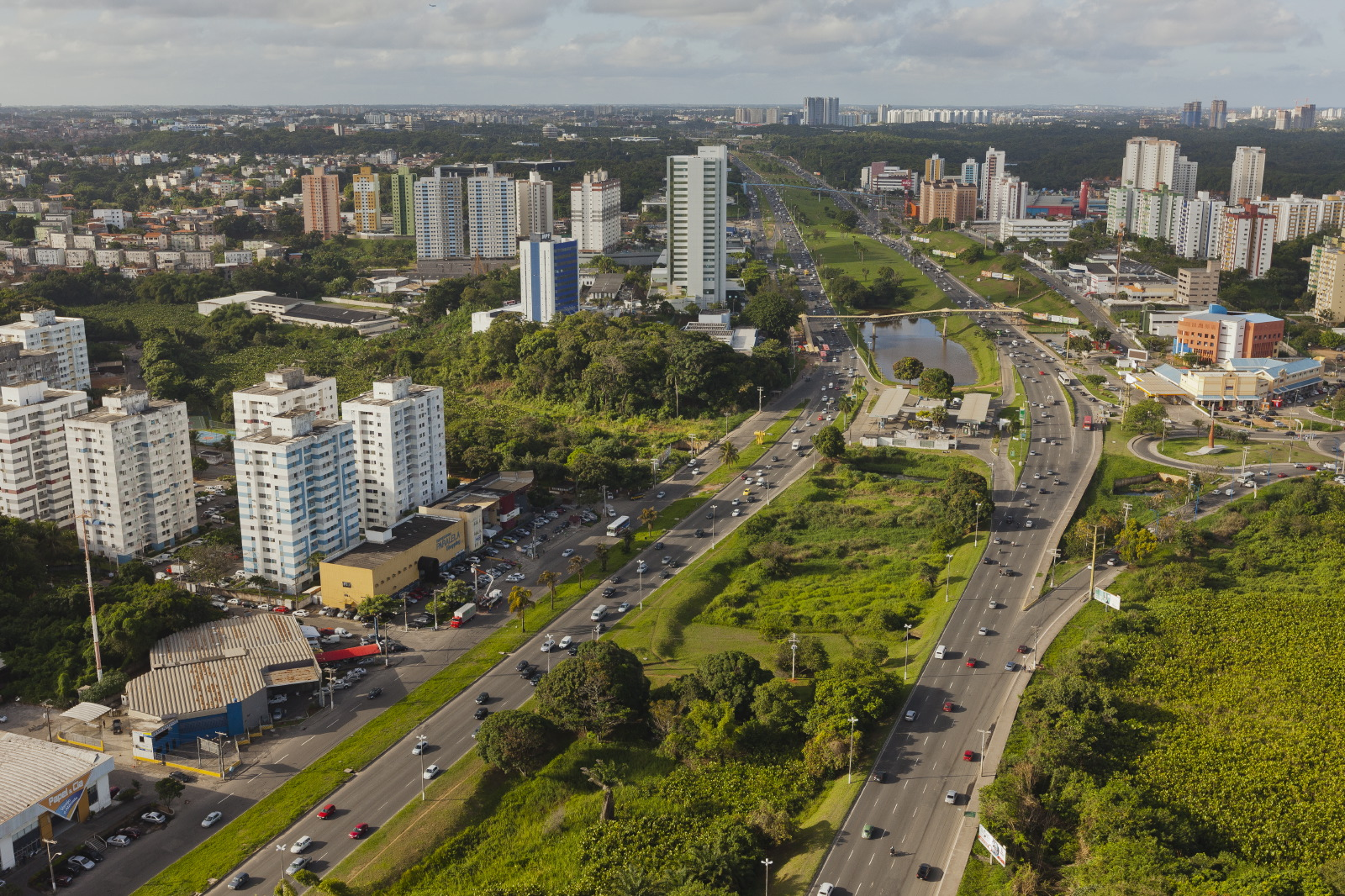
Trecho da avenida Paralela passando pelo bairro do Imbuí, à direita da avenida na imagem

No aniversário de um ano de funcionamento do metrô, a ordem de serviço para a execução das obras na Avenida Paralela foi assinada em ato na sede da Procuradoria-Geral do Estado, no Centro Administrativo da Bahia (CAB), pelo governador estadual. Na mesma cerimônia o prefeito entregou os doze alvarás necessários para iniciar a construção do trecho. Os alvarás foram dados após negociações, que ao fim implicaram a construção de dois viadutos na avenida Paralela e de um retorno em desnível na avenida Carybé e o alargamento do início da Paralela no sentido aeroporto. Fora isso, foi explicitado o projeto paisagístico para o canteiro central da avenida, segundo o qual projetou-se 15 quilômetros de ciclovia do Imbuí ao aeroporto, pistas de caminhada, dez novas passarelas, preservação das lagoas e da vegetação.
Em 13 de novembro de 2015 foi inaugurada a sétima estação do sistema no canteiro central da Avenida Bonocô, a Estação Bonocô. Em 22 de dezembro de 2015, foi a vez da inauguração da Estação Pirajá, perto da estação de transbordo de ônibus de mesmo nome, uma das mais importantes e demandadas do sistema pois é cercada por vários bairros populosos de Salvador, perfazendo assim também o projeto original de 12 quilômetros da Linha 1.
Após dois anos de operações da CCR no metrô na linha 1, e com as obras da implementação da nova linha, a Linha 2 já está com 39% das obras concluídas. Há a previsão que as estações Acesso Norte-Detran sejam as primeiras da Linha 2 a serem entregues, em agosto de 2016 (sendo que as obras já estão com 98 e 95% de conclusão, respectivamente). Devido aos tramites burocráticos as estações Rodoviária e Pernambués são as que ainda estão atrasadas, sendo a estação Rodoviária já tendo 45% das obras concluídas. O governador anunciou a construção de uma nova estação de transbordo em Pituaçu, que fará a integração entre ônibus e a Linha 2 do metrô.

#### Operação comercial do sistema

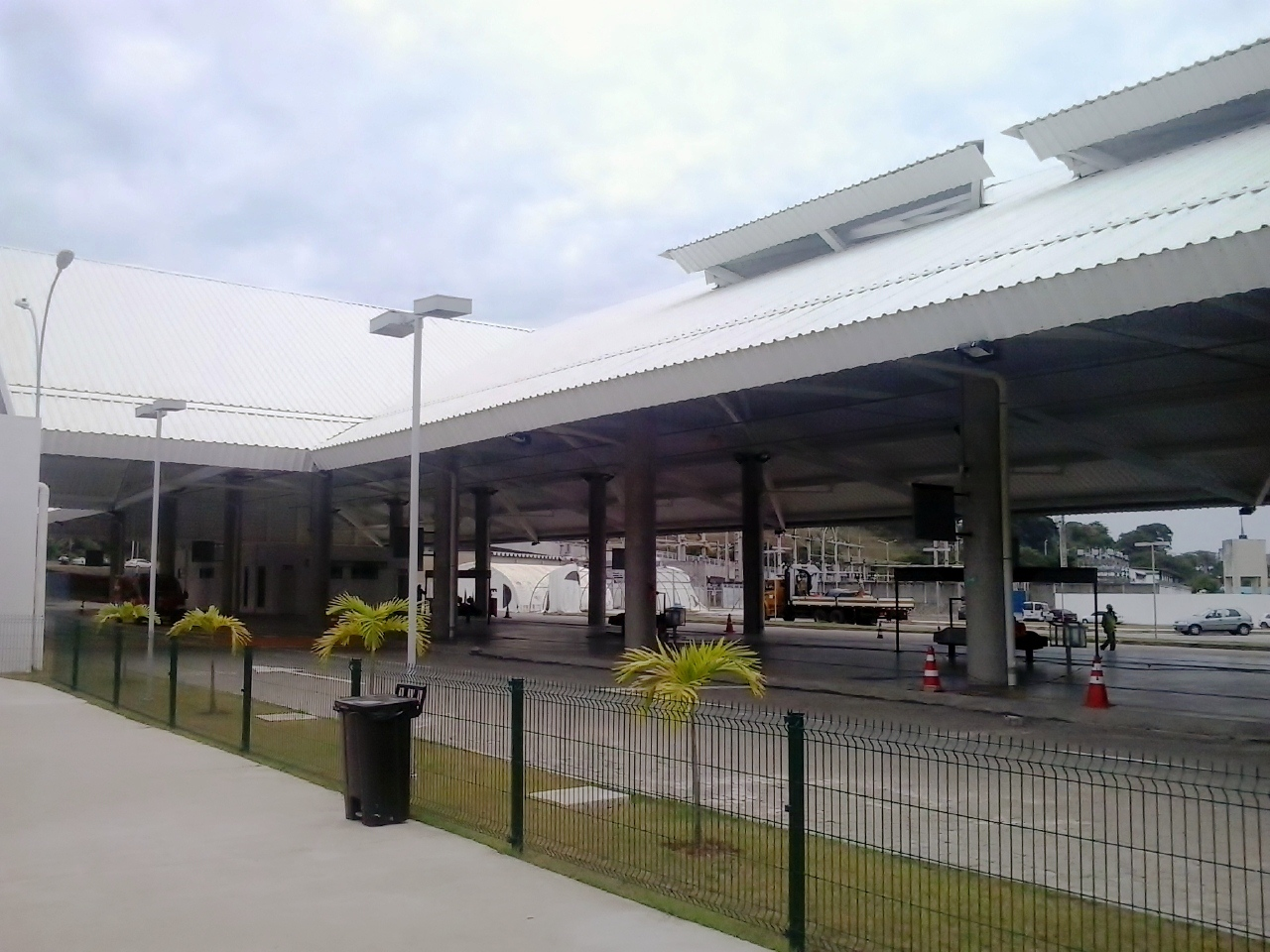
Terminal de Integração do Retiro, pouco mais de um mês antes da operação comercial

A operação comercial chegou a ser anunciada para ter início em setembro de 2014, foi adiada por tempo indeterminado, até que foi anunciada novamente para o dia 21 de dezembro de 2015, e posteriormente para o dia 2 de janeiro de 2016. Depois de muitos adiamentos e polêmicas referentes ao serviço de integração entre os ônibus urbanos e o preço da passagem, confirmou-se a tarifa de 3,30 reais a partir de 2 de janeiro de 2016, podendo realizar o trajeto ônibus-metrô-ônibus, metrô-ônibus e ônibus-metrô no período de duas horas contadas no primeiro acesso e havendo uso obrigatório de cartão de passagens do metrô, que podem ser feitos em todas as estações em funcionamento. Foram dez linhas de ônibus de Salvador que iniciaram a integração com o metrô e mais quatro metropolitanas. Dias depois, foram inauguradas a passagem subterrânea da Rua Christiano Buyso sob a BR-324 e o Terminal de Integração de Passageiros Acesso Norte para as linhas de integração, em 11 de janeiro de 2016, sendo o segundo, uma vez que o Terminal de Integração de Passageiros Retiro já funcionava.
Máquinas de autoatendimento para recarga de bilhetes do sistema começaram a ser instaladas na Estação Lapa no fim de março de 2016. Inicialmente foram duas na Lapa e a concessionária previu até maio a instalação de mais máquinas na mesma estação e na Estação Pirajá também. Em 15 de maio algumas mudanças tiveram início, especialmente sobre a integração com demais sistemas de transporte e bilhetagem. Foram adicionadas cinco novas linhas metropolitanas de ônibus à lista de linhas integradas ao metrô, todas aquelas integradas no terminal Retiro, e passou a valer a interoperabilidade com o sistema de bilhetagem das linhas metropolitanas, o Metropasse. Além disso, teve início o funcionamento do metrô em horário completo, das 5h até a meia-noite, e em todos os dias do ano, inclusive domingos e feriados, como também entraram em operação cinco novos trens, o que trouxe a diminuição do intervalo de espera de 9 minutos para 6 minutos.
O segundo semestre foi marcado pelo aumento da integração entre ônibus e metrô, testes e inauguração da Linha 2 e licitação do tramo 3 da Linha 1. Em 10 de julho de 2016, todas as linhas que tem como destino a Estação da Lapa passaram a fazer integração com o metrô, aumentando para 172 o número de linhas integradas. Foram também integradas 10 linhas de ônibus metropolitanos provenientes da Região Metropolitana de Salvador, sendo elas: Dias D’Ávila, Mata de São João, Candeias, Simões Filho, Camaçari, Madre de Deus, São Sebastião do Passé e Lauro de Freitas com o terminal Retiro como primeira parada para a integração. Dessa forma, a redução de passageiros observada no início de 2016 com a operação comercial foi revertida com essas linhas integradas, ao se constatar os 120% de aumento do fluxo de passageiros comparando a média diária de 20 mil aos 45 mil relatados em agosto de 20. No mesmo mês, foi lançada a licitação para construção do tramo 3 da Linha 1, a fim de prolongá-la em 5,5 quilômetros até Águas Claras, no entroncamento com a Linha Vermelha. Os primeiros testes com veículos na via permanente da Linha 2 ocorreram na tarde do dia 28 de julho entre as estações Acesso Norte e Detran, 17 meses após o início das obras (em fevereiro de 2015). Em setembro, o governador confirmou que a operação comercial da Linha 2 teria início em dezembro de 2016 no trecho Acesso Norte–Rodoviária e os testes se estenderam da estação Detran até a estação Rodoviária pela primeira vez, realizados na manhã de 29 de setembro.
No fim de outubro de 2016, o governador anunciou que estudos para implantação de teleféricos para facilitar o acesso entre as estações Bonocô, Retiro, Bom Juá e Detran e as cumeadas próximas seriam financiados pelo Fundo de Estudos e Ajuda ao Setor Privado (FASEP), pertencente ao governo francês, e elaborados pelo Egis Group.
Em maio de 2017 foram inauguradas mais quatro estações na Linha 2 do metrô (Pernambués, Imbuí, CAB e Pituaçu) e em Setembro de 2017 foram inauguradas outras quatro estações (Flamboyant, Tamburugy, Bairro da Paz e Mussurunga), passando a Linha 2 a operar com 15,5 km de extensão. No dia 26 de Abril de 2018, foi inaugurada a Estação Aeroporto, a qual possui integração com um sistema de ônibus gratuito que faz o transporte entre a estação e o terminal de passageiros do aeroporto.

## Características do sistema
O trecho Lapa ↔ Pirajá, da Linha 1, conta com oito estações e uma extensão total de 12,2 quilômetros, dos quais 1,6 quilômetro é subterrâneo, 4 quilômetros em elevados e 6,6 quilômetros em superfície.
Os trilhos construídos pelo Metrosal são do tipo tradicional de lastro de brita. Já os trilhos em construção pela Metrô Bahia tem a tecnologia low vibration track (LVT), ou seja, laje de concreto e material absorvente para diminuir a vibração e o barulho consequente emitido pelos comboios ao passar pela brita. Dessa forma, a tecnologia LVT está presente a logo após a Estação Acesso Norte, em direção a Águas Claras, na linha 1.

### Tabela do sistema
Ambas as linhas estão divididas em tramos. A linha 1 possui o tramo 1, da Lapa ao Acesso Norte (6,6 quilômetros), o tramo 2, do Acesso Norte a Pirajá (5,6 quilômetros), e a expansão pelo tramo 3, de Pirajá a Cajazeiras/Águas Claras (5,6 quilômetros). A linha dois possui o tramo 1, do Acesso Norte ao Aeroporto (21,2 quilômetros), e a expansão pelo tramo 2, do Aeroporto até Lauro de Freitas (3,0 quilômetros).
Desde 15 de maio de 2016, o funcionamento não é mais das 5h30 às 22h00 nos dias úteis (segunda a sexta), e das 5h30 às 14h30 aos sábados. Nesse dia, iniciou-se a operação comercial plena, com funcionamento de domingo a domingo, das 5h às 0h.
| Linha                                              | Terminais                | Extensão                       | Inauguração         | Comprimento (km) | Estações | Duração das viagens (min)     | Funcionamento |
| -------------------------------------------------- | ------------------------ | ------------------------------ | ------------------- | ---------------- | -------- | ----------------------------- | ------------- |
|                                                    | Lapa ↔ Pirajá            | Pirajá ↔ Águas Claras          | 11 de junho de 2014 | 12,2 (17,8)      | 8 (10)   | 24 (Lapa ↔ Águas Claras)      | 5h à 0h       |
|                                                    | Acesso Norte ↔ Aeroporto | Aeroporto ↔ Lauro de Freitas** | 2016                | 21,2 (24,2)      | 12 (13)  | 27 (Acesso Norte ↔ Aeroporto) | 5h à 0h       |
| ** Trecho a ser construído após marco operacional. |                          |                                |                     |                  |          |                               |               |

### Frota

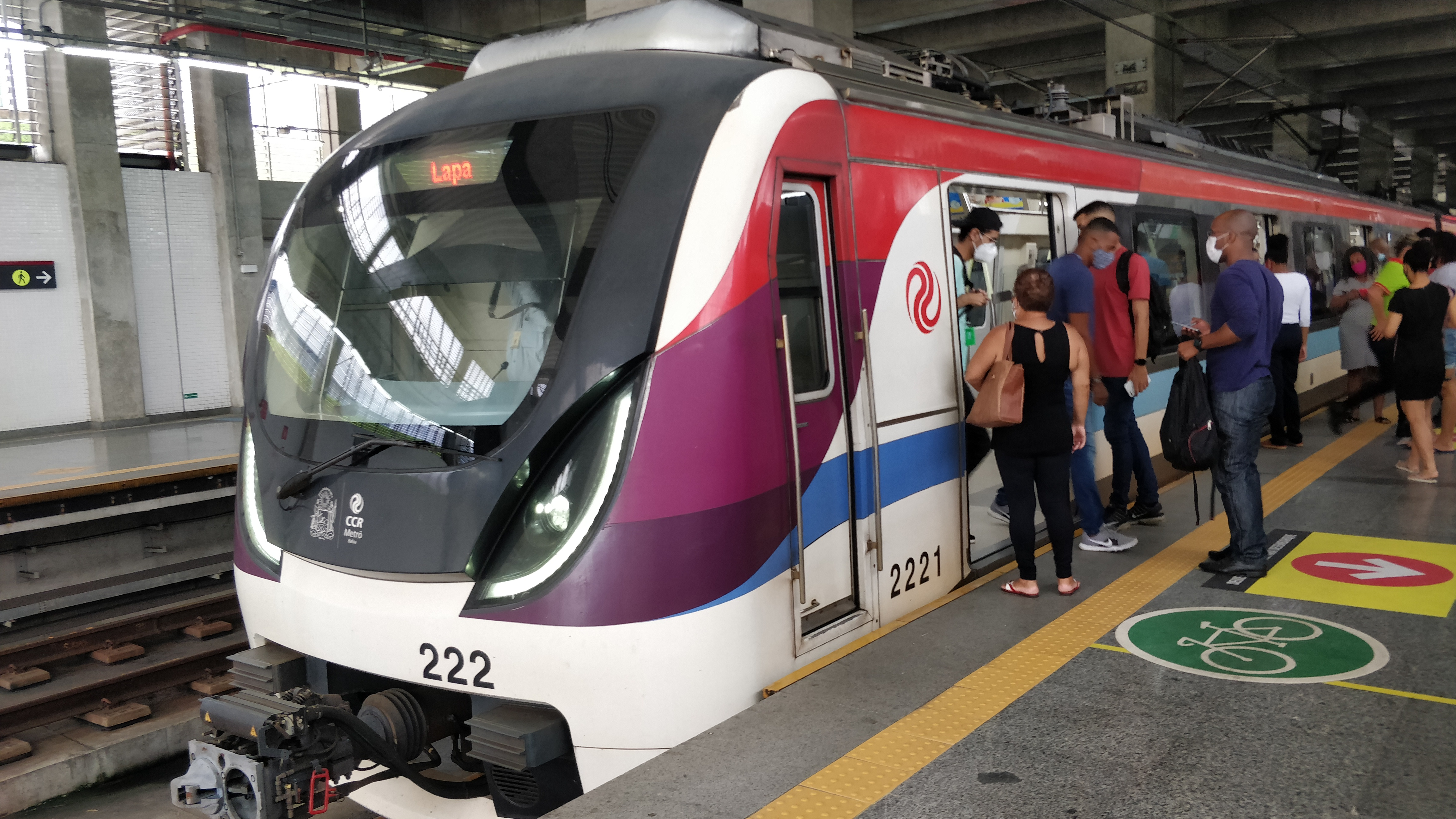
Foto do trem atual usado na frota, fabricado em 2015/2016 pela Hyundai Rotem e IESA

Foram fabricados seis trens, cada um com quatro vagões da Hyundai Rotem e fornecidos pela Mitsui, totalizando 24 vagões, ao custo de mais de 100 milhões de dólares dos Estados Unidos. Metade da frota chegou em novembro de 2008 e a outra em janeiro de 2009 e ficaram guardados em galpões, uma vez que o pátio de manobras não tinha sido concluído ainda, sob o custo mensal de 80 mil reais. Em fevereiro de 2014, a CCR comunicou a compra de mais 34 novos trens, que serão produzidos pelo consórcio Hyundai Rotem-Iesa. Ao todo, o sistema de metrô de Salvador terá 40 trens unidades elétricos (TUE), totalizando 160 carros.
Os veículos deste sistema trafegam a uma velocidade média de 40 quilômetros por hora e a velocidade máxima é de 80 quilômetros por hora. A bitola é de 1435 milímetros (bitola internacional) e a alimentação dos trens é feita por catenárias aéreas utilizando uma tensão contínua de 3000 volts. Os intervalos das linhas 1 e 2 é de no máximo seis minutos nos horários de pico e 10 minutos nos horários de vale, após completar a frota estabelecida no contrato de concessão. Cada composição conta com quatro vagões (cada vagão com capacidade para transportar mil passageiros, sendo 200 passageiros sentados e 800 em pé), ar-condicionado e sistema de som para comunicação direta, que oferece conteúdo de mídia, notícia e informações aos usuários.
A frota em 2015 foi acrescida de duas novas composições, com quatro carros cada. Elas saíram do porto de Masan, na Coreia do Sul, no dia 6 de junho de 2015, com destino ao Porto de Santos, cuja previsão de chegada era o dia 25 do mês seguinte. De lá foram transportados para a fábrica da empresa Rotem, localizada na cidade de Araraquara, em São Paulo, para ser finalizados com a instalação das peças de produção nacional. O primeiro lote chegou à fábrica no primeiro fim de semana de setembro e foram montados os trens nos barracões anexos à fábrica da Iesa, com previsão de chegarem na capital baiana no fim do ano. Em novembro de 2015, eram cinco composições, totalizando 20 carros, sendo montadas na fábrica de Araraquara. Três dessas composições chegaram à capital baiana em dezembro de 2015 e passarão por 84 dias de testes previamente à operação normal. Elas são diferentes não só na máscara e desenho, como também possuem passagem livre entre os vagões, 32 monitores informativos e publicitários, 32 dispositivos de emergência, 202 assentos anatômicos, 22 câmeras de monitoramento e sistema de transmissão de voz e dados ligados ao Centro de Controle Operacional (CCO).
Em início de março de 2016, dos 132 carros encomendados à Hyundai Rotem 32 carros já haviam sido entregues à Companhia do Metrô da Bahia. Em maio de 2016, cinco desses novos comboios entraram em operação com o início do funcionamento comercial pleno, o que levou a 11 composições na frota. Outros sete comboios estavam em testes no Pátio Pirajá. Mais três composições chegaram no fim do mês de setembro de 2016, quando eram cinco da série 1000 e seis da série 2000 em operação e somando 17 comboios dessa série nova em testes no pátio de Pirajá.
| Modelo/Série | Potência (kW) | Bitola (m) | Fabricante | Origem               | Ano de fabricação | Adquirente inicial         | Frota ativa | Frota inativa | Frota total trens | Linhas de operação |
| ------------ | ------------- | ---------- | ---------- | -------------------- | ----------------- | -------------------------- | ----------- | ------------- | ----------------- | ------------------ |
| Série 1000   | ND            | 1,435      | Rotem      | Coreia do Sul        | 2008              | Governo do Estado da Bahia | 6           | 0             | 6                 | Linha 1            |
| Série 2000   | ND            | 1,435      | Rotem-IESA | Coreia do Sul/Brasil | 2015/2016         | CCR Metrô Bahia            | 27          | 7             | 34                | Linha 1 e 2        |
| TOTAL        |               |            |            |                      |                   |                            | 33          | 7             | 40                |                    |

### Pátio de manutenção
O pátio de manutenção do sistema, chamado de Complexo de Manutenção de Pirajá, está em funcionamento ao lado da Estação Pirajá. O conjunto do terreno, inclui estações de ônibus e metrô, pátio e centro operacional, possui 150 mil metros quadrados.
No dia 14 de junho de 2016, foi inaugurado junto com o complexo de manutenção, o Centro de Controle Operacional (CCO) do metrô, pelo Governador Rui Costa. O Centro possui um monitor com 44 telas de LCD de 55 polegadas que monitoram 800 câmeras de seguranças, operados 40 funcionários que observam as imagens advindas das estações, passarelas e vagões. O centro funciona com circuito fechado de TV e funciona durante todo o dia e semana.

### Intermodalidade

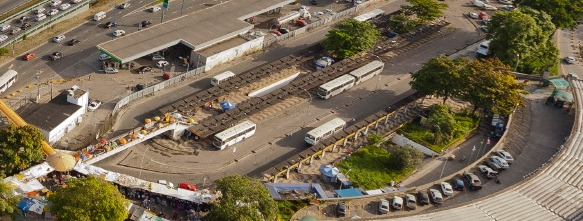
Vista aérea da estação Rodoviária Urbana, localizada junto ao Terminal Rodoviário de Salvador e a ser transformada no terminal Rodoviária Norte.

A intermodalidade (integração) entre os meios de transporte é determinada pelo edital de concessão, especialmente, em relação aos ônibus urbano. Foram definidos nove "terminais de integração de passageiros" com a integração física e tarifária ao sistema de ônibus de Salvador, de Lauro de Freitas e da Região Metropolitana. São eles: Lapa, Acesso Norte, Retiro, Mussurunga, Pirajá, Rodoviária, Pituaçu e Aeroporto; além de Águas Claras e Lauro de Freitas, que dependem da efetivação dos tramos de expansão. Por ser objeto de outra licitação, a Estação da Lapa é de responsabilidade da prefeitura.
Em relação aos ônibus metropolitanos, a partir da operação comercial e funcionamento dos terminais de integração ao lado das estações metroviárias, diversas linhas tiveram seus trajetos limitados. As linhas daqueles que chegavam a Salvador pela BR-324 foram integradas inicialmente a partir da Terminal de Pirajá, e posteriormente ao Terminal Retiro e as linhas provenientes do Litoral Norte nos Terminais de Mussurunga e Aeroporto. Além de alimentar o sistema, com a retirada desses veículos do trânsito da cidade, era esperada a melhoria do tráfego, o aumento de viagens das linhas metropolitanas e a redução de custos para as operadoras dessas linhas.
Na Estação Aeroporto são disponibilizados ônibus shuttle para a ligação direta com o Aeroporto Internacional de Salvador.
A interligação com o sistema cicloviário é determinado pelo poder concedente, a partir da instalação de bicicletários em todas as estações metroviárias, acompanhando diretrizes do projeto Cidade Bicicleta. Parte da Linha 2, no trecho entre o Hospital Sarah e o Mussurunga, é acompanhada por ciclovia, tendo sido inaugurados no dia 1º de julho de 2018. Os bicicletários das estações Retiro e Acesso Norte foram inaugurados no dia 5 de fevereiro de 2015, cada um com 108 vagas para bicicletas disponíveis gratuito e exclusivamente para os passageiros do metrô. O bicicletário de Bom Juá foi inaugurado em 19 de junho de 2015 e possui capacidade para 78 bicicletas.
Projetos para melhorar a alimentação do sistema no sentido da intermodalidade ainda incluem o estudo e a construção de teleféricos, a fim de conectar estações e cumeadas de bairros vizinhos populosos, como Estação Retiro-IAPI-Fazenda Grande do Retiro, Estação Bom Juá-Bom Juá e Estação Pernambués-Pernambués. Para isso, diálogos entre a SEDUR e o governo francês foram abertos com o propósito de estabelecer parceria para estudos conjuntos técnicos de engenharia e de viabilidade socioeconômica.

### Tarifa e bilhetagem
Conforme as tarifas vigentes dos ônibus municipais soteropolitanos na época, o acordo de transferência do sistema para o governo estadual tinha estabelecido o valor da passagem em 3,10 reais (somente o metrô) e 3,90 reais (integração com ônibus). No entanto tais valores estabelecidos em 2013 não se efetivaram, novas negociações entre a Prefeitura, governo estadual e empresários de ônibus adiaram a cobrança da tarifa, enquanto o metrô funcionou gratuitamente em operação assistida por cerca de um ano e meio. O contrato de transferência fixou o valor da integração em 1,10 real, mas o governo estadual propunha reduzi-la para 75 centavos de real, o que levaria à Prefeitura subsidiar a diferença ou os empresários aceitarem receber menos. Embora com data marcada para o início da operação comercial (21 de dezembro), a divulgação do valor da tarifa estava vinculada ao fechamento do acordo de integração, cujas negociações se desenvolveram também em relação à discussão de extinções de linhas de ônibus. As discussões sobre a integração ocorreram entre a CCR Metrô Bahia, SEDUR-BA, Secretaria Municipal de Mobilidade Urbana de Salvador (SEMOB) e Associação das Empresas de Transporte de Salvador (INTEGRA). Vereadores da Câmara Municipal de Salvador criticaram o processo de negociação por excluir os parlamentares municipais após audiência pública da Comissão de Transporte, Trânsito e Serviços para debater a cobrança da tarifa e a integração do metrô com ônibus municipais e metropolitanos. Chegou-se a anunciar o fechamento do acordo fins de em novembro de 2015, mas o valor da tarifa não foi informado. Durante as negociações foi cogitada a criação de um sistema alimentador exclusivo para circular em um raio de cinco quilômetros de cada estação metroviária, possibilidade permitida no Contrato do Programa firmado em 2013, apoiado por gestores municipais e rejeitada pelos concessionários do transporte municipal por ônibus e pelo governo estadual, o qual arcaria com os custos desse sistema exclusivo. O telejornal BATV da TV Bahia noticiou os valores das tarifas do STCO em 2016 e do metrô, mas os valores não foram confirmados pelos governos municipal e estadual. Mais tarde coincidiram os valores noticiados, e o bilhete do metrô corresponde ao mesmo valor da tarifa dos ônibus municipais soteropolitanos, que em 2016 aumentou 30 centavos de real devido ao reajuste baseado no Índice Nacional de Preços ao Consumidor Amplo (IPCA) passando a valer 3,30 reais, cuja cobrança foi iniciada em 2 de janeiro de 2016; o valor é o mesmo caso seja realizada a integração com os ônibus urbanos ou metropolitanos.
O sistema funciona com tarifa única de 3,30 reais, com integração com algumas linhas de ônibus municipais e metropolitanas integradas nas estações Lapa, Acesso Norte, Retiro e Bom Juá. A tarifa é cobrada nas oito estações em funcionamento. Inicialmente, em Pirajá quando recém-inaugurada não era cobrada, pela fase de testes com horário de funcionamento reduzido. Os bilhetes estão disponíveis em quatro versões: Unitário, para usar somente o metrô; Integração (Múltiplo), para utilizar metrô e ônibus dentro de até 2 horas com uma única tarifa e é recarregável; Estudante, para pagar a meia passagem estudantil; Vale-Transporte, para pagar pelo benefício do vale-transporte eletrônico; Gratuidade, para usufruir da gratuidade à qual deficientes possuem direito. Desde 15 de maio de 2016 funciona a interoperabilidade entre o sistema do metrô e o de linhas metropolitanas de ônibus, o Metropasse, que deverá ser expandido a todas as linhas metropolitanas conforme determinação da AGERBA, com a integração feita no Terminal Retiro para as linhas da BR-324, enquanto o Terminal Pirajá não é aberto (não finda sua integração física) com autorização da Prefeitura.

### Projeto de Expansão
Encontra-se em fase de estudos geológicos e econômicos a implantação de uma extensão da Linha 1 do Metro de Salvador sentido sul, mas especificamente para dentro da zona central de urbanização consolidada da capital baiana. Este estudo busca confirmar a expectativa de demanda pelo serviço que justifique a construção do trecho e de qual forma este seria implementado de acordo também com as condições técnicas que serão necessárias para vencer as dificuldades especificas dos solo e subsolo urbanos.
O estudo aponta para a extensão da linha 1 do Sistema Metroviário de Salvador e Lauro de Freitas em pouco mais de 3 km rumo ao bairro da Barra. Este trecho deve seguir em subterrâneo desde a estação terminal Lapa passando por mais três ou quatro estações: São Raimundo, Campo Grande, Graça e Barra. Ainda não existe uma resposta quanto ao número especifico de estações a serem construídas num primeiro momento. Essa extensão além de ampliar a mobilidade para moradores e visitantes de mais dois bairros e outras áreas do centro da cidade, visa também desafogar a estação terminal Lapa permitindo uma melhor distribuição dos passageiros ao longo dessas futuras estações.
Existe, paralelamente, outro estudo para implantação de um outro modal tal qual um VLT ou Monotrilho para o mesmo trajeto ou em outro trajeto ligando a Lapa até a Barra. No comparativo entre as vantagens e desvantagens financeiro-econômicas, técnicas e ambientais o melhor adaptado para a demanda potencial e estimada terá grandes chances de ser o escolhido pelo poder público.

## Estatísticas
No primeiro mês de funcionamento do metrô, o transporte atendeu a 145 mil passageiros, correspondendo a cerca de 4,8 mil pessoas diariamente. Nos dois meses de funcionamento, o metrô já atendia uma média diária de 11 mil passageiros. Duas semanas depois, já se aproximou da marca dos 15 mil passageiros, mais precisamente verificou-se a média de 14.964 passageiros diários. Em termos de estações, na Lapa registrou-se o maior movimento (6.120 embarques) e no Retiro o menor (1.193).
A marca de 1 milhão de embarques foi alcançada a menos de quatro meses de funcionamento, na semana finalizada no sábado, 4 de outubro; quando se registrou o transporte médio diário de 18 mil passageiros. No dia primeiro de novembro, o total de passageiros transportados chegou a 1,5 milhão. Em 24 de novembro, registrou um recorde de movimentação: ao todo, foram transportados 23.017 passageiros, nas estações Lapa, Campo da Pólvora, Brotas, Acesso Norte e Retiro. Quatro dias depois, bateu novo recorde: 27.014 passageiros nas cinco estações. Em 2 de dezembro, alcançou a marca de dois milhões de passageiros transportados.
Em janeiro de 2015, atingiu 3 milhões de passageiros transportados; sendo a Estação Lapa, com cerca de 1,1 milhão de passageiros e Estação Brotas com 558 mil usuários, as mais movimentadas. Dois meses depois, registrou-se média diária de 31 mil passageiros em março. No último dia de março, foi registrado o embarque de 31.258 passageiros, o maior número, até então, no único dia. A média em dias úteis em março de 2015 foi de 28,7 mil, 10% a mais que em fevereiro; ao todo, já se somaram 4,2 milhões de pessoas transportadas. Um novo recorde ocorreu em 14 de abril de 2015, quando 31.919 passageiros utilizaram o sistema. O mês de abril fechou com média de 31 mil passageiros por dia. No mês seguinte, foram atingidas as marcas de 5 milhões de passageiros transportados desde o início no dia 5 e no dia anterior registrou-se 39 mil passageiros embarcando no sistema.
Com um ano de operação em junho de 2015, seis milhões de passageiros embarcaram no sistema. No mesmo mês, alcançou-se a média diária de 42 mil passageiros e o pico de 45.156 no dia 8 de junho. À época, as três faixas horárias de maior movimento no dia são das 8:00 às 9:00, das 17:00 às 18:00; e 12:00 às 13:00. E a média do movimento nas estações foram de 15 mil na Lapa, 7 mil em Brotas, 6 mil no Campo da Pólvora, 5,5 mil no Acesso Norte, 4 mil no Retiro e 3,7 mil no Bom Juá.
Em setembro de 2015, atingiu a marca de nove milhões de passageiros transportados, com média diária de 45,5 mil passageiros. No mês seguinte, atinge a marca de 10 milhões de passageiros transportados. No dia da partida de futebol entre as seleções do Brasil e Peru pela quarta rodada das eliminatórias para a Copa do Mundo FIFA de 2018, em 18 de novembro, foi atingido o recorde de 76.949 passageiros. O recorde de embarques num mesmo dia foi atribuído à partida, pois houve horário de funcionamento estendido e a média diária estava em 50 mil nos dias úteis. Nesse dia, 52.940 pessoas utilizaram o transporte entre 8:00 e 18:00 da operação assistida somadas a outras cerca de 24 mil que o utilizaram nas estações Campo da Pólvora e Acesso Norte abertas até 00:15 em operação especial. Em fins de novembro de 2015, foram registrados 11,6 milhões de passageiros e 53 mil viagens realizadas desde a abertura e o mês de dezembro fechou com média diária de 55 mil passageiros.
Após o início da operação comercial, da integração ainda limitada e da cobrança da tarifa, foi registrada queda no número de passageiros. Até 14 de janeiro de 2016 a quantidade de pessoas transportadas foi 30% menor que no mesmo período do mês de janeiro de 2015 e respectivamente as médias diárias do mês foram 20 mil e 25 mil. Nessa primeira quinzena de janeiro (entre os dias 2 e 14), 170 mil pessoas se deslocaram usando o metrô, número reduzido também por causa das férias escolares. Em início de março de 2016, foi noticiado que o marco dos 15 milhões de passageiros foi ultrapassado, bem como a Estação Pirajá ultrapassou 100 mil embarques desde a inauguração no fim de dezembro de 2015. Em junho de 2016, já valendo a operação comercial plena, superou-se a marca dos 16 milhões de passageiros transportados nos dois primeiros anos de funcionamento do sistema. Já em dezembro de 2016 atingiu-se a marca de 24 milhões de passageiros transportados no total e de 1.858.868 passageiros transportados de 1º a 31 do referido mês. No mês de maio de 2017, com a inauguração de quatro novas estações na Linha 2 e o funcionamento do metrô na Av. Paralela, foi observado um acréscimo de média de pessoas circulando em todo o sistema que passou a ser de 115 mil passageiros por dia. E no acumulado em maio de 2018 já circularam pelo metrô da capital baiana aproximadamente 100 milhões de pessoas. Em Novembro de 2018 o sistema metroviário administrado pela CCR Metrô Bahia registrou uma média de 350 mil passageiros transportados por dia. O recorde de passageiros transportados num dia ocorreu em 19 de junho de 2019 por conta, dentre outros fatores, da realização do jogo do Brasil contra a Venezuela na Copa América na capital baiana. Neste dia o metrô registrou o transporte de 396 157 passageiros.

### Passageiros transportados
| Ano  | Passageiros |
| ---- | ----------- |
| 2014 | 2 523 900   |
| 2015 | 13 000 000  |
| 2016 | 24 000 000  |
| 2017 | 66 000 000  |
| 2018 | 89 000 000  |
| 2019 | 106 000 000 |
| 2020 | 61 000 000  |
| 2021 | 71 000 000  |
| 2022 | 95 000 000  |
| 2023 | 102 000 000 |
| 2024 | 117 000 000 |